# Pirgeòmetre

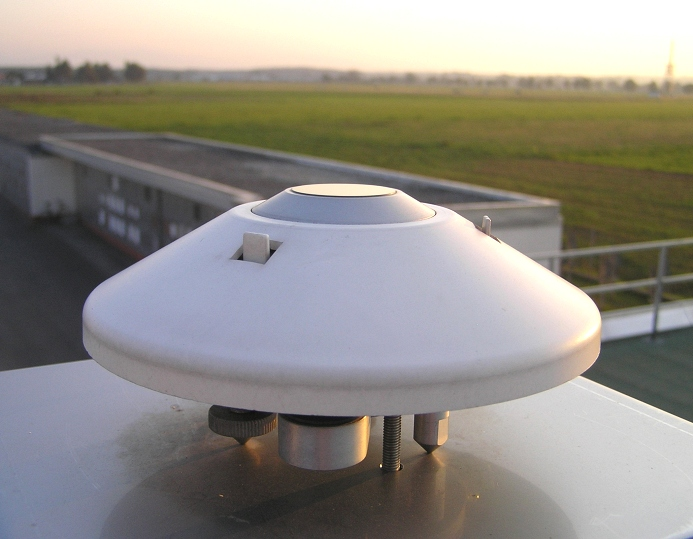
Exemple d'un pirgeòmetre

Un pirgeòmetre o pirogeòmetre es un dispositiu que mesura l'espectre de radiació infraroja prop de la superfície en l'espectre de longituds d'ona aproximadament de 4,5 µm a 100 µm.
Mesura els canvis de resistència / voltatge en un material que és sensible a la transferència neta d'energia per radiació que es produeix entre si i el seu entorn (que pot estar dins o fora). En mesurar la seva pròpia temperatura i fer algunes suposicions sobre la naturalesa del seu entorn, pot inferir una temperatura de l'atmosfera local amb la qual està intercanviant radiació.
Aquests instruments generalment no tenen capacitat de mesurament espectral (freqüència / longitud d'ona) - fan servir un sol mesurament de resistència / voltatge (no resolta en freqüència). Estan construïts per ser sensibles a l'espectre de radiació infraroja que s'estén aproximadament de 4,5 µm a 100 µm, excloent així l'espectre principal d'ones curtes (solar).
Atès que la trajectòria lliure mitjana de la radiació infraroja en l'atmosfera és ~ 25 metres, aquest dispositiu mesura típicament el flux de l'infraroig a la capa més propera de 25 metres.

## Components del pirgeòmetre

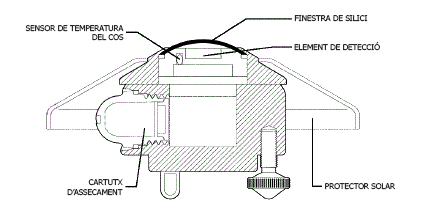
Exemple d'un pirgeòmetre que mostra els components principals

Un pirgeòmetre consta dels següents components principals:
- Un sensor de termopila que és sensible a la radiació en un ampli rang de 200 nm a 100 µm
- Una cúpula de silici o finestra amb un revestiment de filtre de la persiana solar. Té una transmitància entre 4,5 µm i 50 µm que elimina la radiació solar d'ona curta.
- Un sensor de temperatura per mesurar la temperatura corporal de l'instrument.
- Un protector solar per minimitzar l'escalfament de l'instrument a causa de la radiació solar.

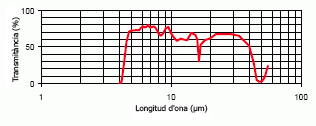
Típica finestra combinada i transmitància del filtre de la persiana solar per al pirgeòmetre del model CGR 4

## Mesurament de la radiació descendent d'ona llarga
L'atmosfera i el pirgeòmetre (en efecte la seva superfície del sensor) intercanvien radiació infraroja d'ona llarga. Això dona com a resultat un balanç net de radiació segons:
{\displaystyle \ E_{\mathrm {net} }={\ E_{\mathrm {in} }-\ E_{\mathrm {out} }}}
On:

{\displaystyle E_{\mathrm {net} }} - radiació neta a la superfície del sensor [W/m²]

{\displaystyle E_{\mathrm {in} }} - radiació d'ona llarga rebuda de l'atmosfera [W/m²]

{\displaystyle E_{\mathrm {out} }} - radiació d'ona llarga emesa per la superfície del sensor [W/m²]
La termopila del pirgeòmetre detecta el balanç net de radiació entre el flux de radiació d'ona llarga entrant i sortint i el converteix a un voltatge d'acord amb l'equació següent.

{\displaystyle \ E_{\mathrm {net} }={\frac {\ U_{\mathrm {emf} }}{S}}}
On:

{\displaystyle E_{\mathrm {net} }} - radiació neta a la superfície del sensor [W / m²]

{\displaystyle U_{\mathrm {emf} }} - voltatge de sortida de la termopila [V]

{\displaystyle S} - factor de sensibilitat / calibratge de l'instrument [V/W/m²]
El valor de {\displaystyle S} es determina durant el calibratge de l'instrument. El calibratge es duu a terme a la fàbrica de producció amb un instrument de referència traçable a un centre regional de calibratge.
Per obtenir el flux absolut descendent d'ona llarga, s'ha de tenir en compte la temperatura del pirgeòmetre. Es mesura emprant un sensor de temperatura dins de l'instrument, a prop de les unions fredes de la termopila. El pirgeòmetre es considera que s'aproxima a un cos negre. A causa d'això emet radiació d'ona llarga segons:

{\displaystyle \ E_{\mathrm {out} }={\sigma T^{4}}}
On:

{\displaystyle E_{\mathrm {out} }} - Radiació d'ona llarga emesa per la superfície de la Terra [W/m2]

{\displaystyle \sigma } - Constant de Stefan-Boltzmann [W/(m2 · K4)]

{\displaystyle T} - Temperatura absoluta del detector pirgeomètric [kèlvins]
Dels càlculs anteriors es pot derivar la radiació d'ona llarga entrant. Això es fa generalment una reordenació de les equacions anteriors per produir l'anomenada equació del pirgeòmetre d'Albrecht i Cox.
{\displaystyle \ E_{\mathrm {in} }={\frac {U_{\mathrm {emf} }}{S}}+{\sigma T^{4}}}
On totes les variables tenen el mateix significat que abans.
Com a resultat, la tensió detectada i la temperatura de l'instrument produeixen la radiació global de l'ona llarga global.

## Ús
Els pirgeòmetres s'utilitzen amb freqüència en meteorologia i estudis climatològics. La radiació descendent atmosfèrica d'ona llarga és d'interès per a la investigació dels canvis climàtics a llarg termini.
Els senyals es detecten generalment utilitzant un sistema de registre de dades, capaç de prendre mostres d'alta resolució en l'interval de mil·livolts.